# Bombardiranje Borodjanke
Ruske oborožene sile so med rusko invazijo na Ukrajino leta 2022 močno bombardirale mesto Borodjanka.
Volodimir Zelenski je o opustošenju mesta poročal 7. aprila 2022, teden dni po odkritju pokola v Buči. Od 17. aprila je bilo po podatkih državne službe za nujne primere Ukrajine najdenih 41 trupel.

## Ruski napadi
Pred rusko invazijo na Ukrajino leta 2022 je imela Borodjanka, »mirno mesto z eno ulico« severno od Kijeva, približno 13.000 prebivalcev.
Ko so se ruske sile borile v Kijevu in njegovi bližinin, je bila Borodjanka, ki leži ob strateško pomembni cesti, tarča številnih ruskih zračnih napadov. Po besedah Irine Venediktove, generalne tožilke Ukrajine, so ruski vojaki uporabljali kasetne bombe ter rakete Tornado in Uragan za uničenje zgradb in napade izvajali »ponoči, ko bi bilo doma največ ljudi«. Večina zgradb v mestu je bila uničena, vključno s skoraj vso glavno ulico. Ruske bombe so padale v središča stavb in povzročile, zrušitve notranjih sten. Oleksij Reznikov, ukrajinski obrambni minister, je dejal, da so bili številni prebivalci zaradi zračnih napadov živo pokopani in so pri tem umirali tudi cel teden. Povedal je še, da so ruski vojaki streljali na tiste, ki so jim šli pomagat.
Venediktova je ruske vojake obtožila tudi »umorov, mučenja in pretepanja« civilistov.
Nekateri prebivalci so se v jamah skrivali 38 dni. 26. marca 2022 se je Rusija, odgnana od Kijeva, postopoma umikala iz regije in svoje sile pričela koncentrirati za napad na Donbas. Župan Borodjanke je povedal, da so ruski vojaki med umikanjem streljali skozi vsa odprta okna. Ocenil je najmanj 200 mrtvih.
Ko so se Rusi umaknili, je v Borodjanki ostalo le nekaj sto prebivalcev, pri čemer je približno 90 % prebivalcev pobegnilo, neznano število prebivalcev pa je bilo mrtvih v ruševinah. Umikajoče se ruske čete so postavile mine po mestu.

## Nadaljnji potek dogodkov
Francoska tiskovna agencija (AFP) je v Borodjanko prispela 5. aprila. AFP ni videla trupel, poročala pa je o obsežnem uničenju in da nekateri domovi "preprosto niso več obstajali". Število človeških smrtnih žrtev je ostalo nejasno: en prebivalec je poročal, da je vedel za najmanj pet ubitih civilistov, a da so bili drugi pod ruševinami in da jih še nihče ni poskušal izvleči.
Venediktova je 7. aprila sporočila, da so med ruševinami dveh uničenih stavb odkrili prvih 26 trupel. Poudarila je, da je Borodjanka »najbolj uničeno mesto na tem območju« in da je bilo »tarča le civilno prebivalstvo, vojaških območij ni«. Predsednik Volodimir Zelenski je nato dejal, da je bilo število smrtnih žrtev v Borodjanki še večje kot v Buči.
Radio Evropa 1 je poročala, da deset dni po odhodu Rusov gasilci še vedno izkopavajo trupla iz ruševin, da bi jih dostojno pokopali. Njihovo delo je zapleteno zaradi nevarnosti zrušitve drugih stavb. Vsak dan odkrijejo več trupel. Lokalne mrtvašnice so preplavljene, trupla pa je treba prevažati 100 kilometrov proč ali več.